# NGC 246

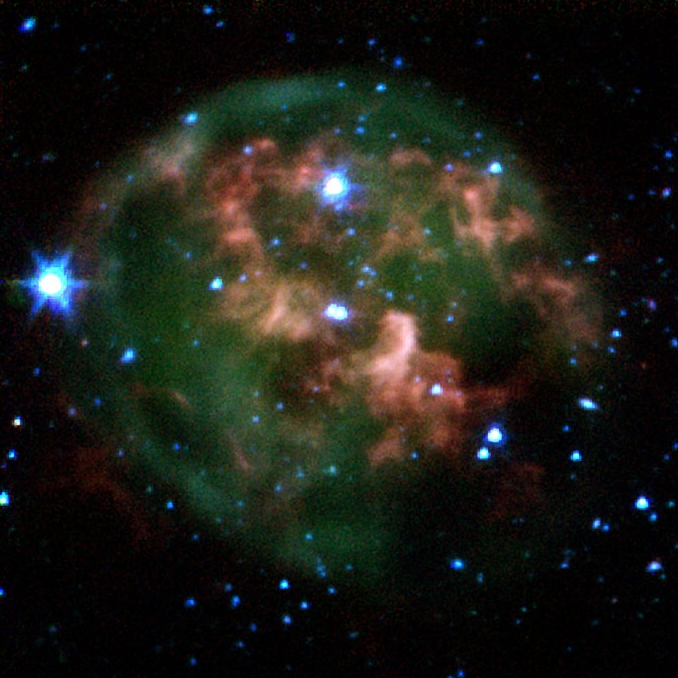
إن جي سي 246 أو "سديم الجمجمة".

الفهرس العام الجديد، جرم سماوي 246 في الفلك (بالإنجليزية : NGC 246)
هو سديم كوكبي يسمى أحيانا سديم الجمجمة (بالإنجليزية: Skull Nebula )يوجد في كوكبة قيطس، وقد سجل هذا السديم بالإضافة إلى النجوم التابعة له في مختلف الفهارس الفلكية، كما يوجد ملخص عن خصائصه في بنك المعلوماتية الفلكية (سيمباد).

ويتوسط السديم قزم أبيض يسمى HIP 3678 .

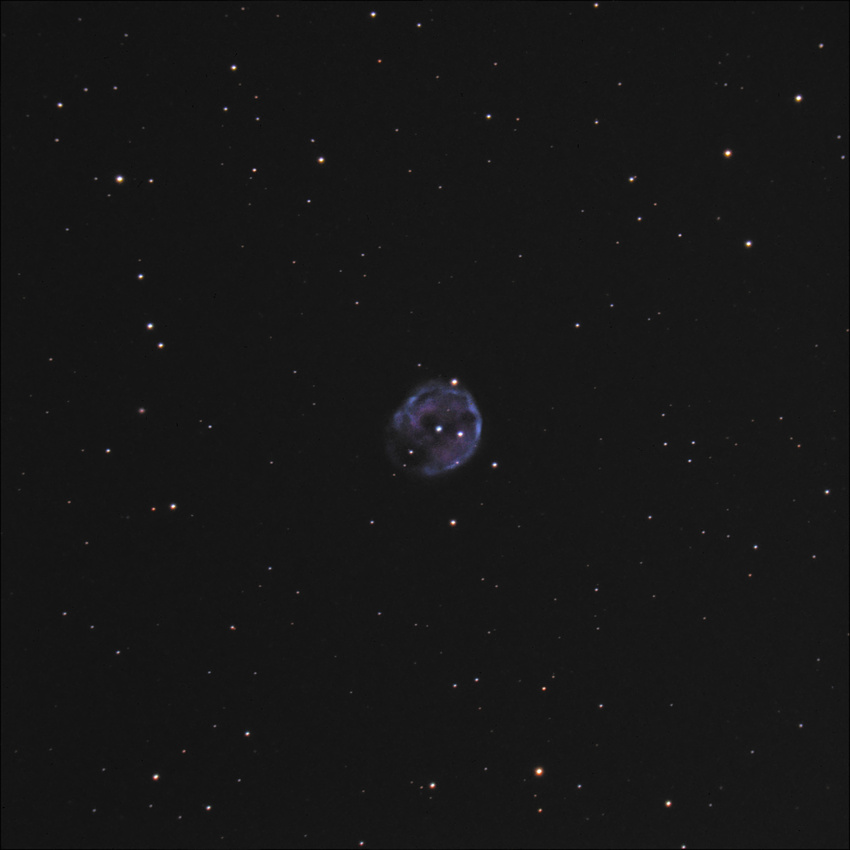
صورة NGC 246 (أو سديم الجمجمة) إلتقها أحد هواة التصوير الفلكي.

## من خصائصه
- بعده عن الأرض : نحو 2000 سنة ضوئية .
- سطوعه المطلق : 8و11 قدر مطلق
- تألق ظاهري : 8و11 قدر ظاهري
- اتساعه (وبالتالي حجمه): 8و3 دقيقة قوسية;[5]
- يوجد في كوكبة : قيطس
- يتوسط السديم نجم في نهاية تطوره ونهاية عمره، وقد قذف قلب النجم طبقاته العليا وبعثرها في الفضاء . ويتطور قلب النجم إلى قزم أبيض ساخن .[6]

## وصلات خارجية
- Astronomie.de
- SEDS
- موقع الكون في الإنترنت

## اقرأ أيضا
- سديم الفراشة
- إن جي سي 2467
- إن جي سي 2516
- إن جي سي